# Pásztor Gábor (grafikus)
Pásztor Gábor (Tura, 1933. december 3. – 2012. június 29.) Munkácsy Mihály-díjas magyar képgrafikus. A Széchenyi Irodalmi és Művészeti Akadémia tagja (1992).

## Életpályája
Felsőfokú tanulmányokat a Magyar Iparművészeti Főiskolán (1953-1955), majd a Magyar Képzőművészeti Főiskolán (1956-1960) folytatott grafika szakon. Mesterei Ék Sándor és Bernáth Aurél voltak. A Képző- és Iparművészeti Szakközépiskolában 1993-ig, közben 1990-től a Magyar Képzőművészeti Főiskolán egyetemi docensi beosztásban a képgrafika szakon tanított. 1960 óta kiállító művész. Nevezetes munkái Madách Imre: Az ember tragédiája illusztrációi (1964), Babits illusztrációi (1966). A grafikai stílusokban (természetelvű, balladai hangulatú, expresszív, avantgárd, szürrealisztikus) és a grafikai technikákban (rajz, rézkarc, cinkmaratások, litográfiák) egyaránt otthonosan működött.
Monumentális rézkarcokat is készített (Siklósi vár), s a fennálló hatalom által elvárt grafikákat (Lenin október vezetője; Adj esélyt a békének, 1969). Az 1980-as évekre alakult ki az ő egyedi stílusa, mutatja ezt Műterem-sorozata, Önarckép sorozata, elfolyó, hullámzó formákat megjelenítő nyomatokkal dolgozik, melyeket a nyomdai módszereket is bekapcsolva komplex eljárással hoz létre, majd szita vásznon vagy litográf kövön jelenít meg. (Önarckép, litográfia, 42×60 cm, 1986; Grünewald T. Variáció II.borzolás, hidegtű 40×30 cm, 1987; Akt 1993; Koszorús festőnk, litográfia, 64×43 cm, 1997; Vénusz születése 1997).

## Kiállítások (válogatás)[4]

### Egyéni
- 1967 • Dürer Terem, Budapest • Collegium Hungaricum, Bécs
- 1972 • Kulturális Kapcsolatok Intézete kiállítóterme Kondor Bélával, Melocco Miklóssal]
- 1973 • Csók Galéria, Budapest
- 1974 • Miskolci Galéria, Miskolc
- 1976 • Uitz Terem, Dunaújváros
- 1983 • Helikon Galéria, Budapest
- 1991 • Mini Galéria, Miskolc
- 2000 • Bartók Béla Művelődési Ház, Tura • Horváth E. Galéria, Balassagyarmat
- 2001 • Galéria IX, Budapest
- 2003 • Retrospektív kiállítása, Miskolci Galéria, Városi Művészeti Múzeum[5]
- 2009 • József Attila Klub, Budapest (A kiállítás szakmai vezetését Bálványos Huba prof. Emeritus vállalta.)

### Csoportos
- 1961-2000 • I-XX. Országos grafikai biennálé, Miskolc
- 1965 • 10. Magyar Képzőművészeti kiállítás, Műcsarnok, Budapest
- 1966 • Stúdió '66, Ernst Múzeum, Budapest
- 1967, 1968 • Ljubljana
- 1968 • Mai magyar grafika, Magyar Nemzeti Galéria, Budapest • 11. Magyar Képzőművészeti kiállítás, Műcsarnok, Budapest • Lakner-Major-Maurer-Pásztor Gábor, Budapesti Műszaki Egyetem Diákotthon
- 1968, 1970 • Krakkó
- 1971 • Magyar grafika kiállítás. Dürer születésének 500. évfordulóján, Magyar Nemzeti Galéria, Budapest • Tokió • Firenze • Berlin • Madrid • Tunisz • Essen
- 1975 • Jubileumi Képzőművészeti kiállítás, Műcsarnok, Budapest
- 1983 • A kibontakozás évei 1960 körül. A huszadik század magyar művészete, Csók Képtár, Székesfehérvár
- 1987 • Önarckép, Budapest Galéria, Budapest
- 1989 • Téli Tárlat, Magyar Képzőművészek és Iparművészek Szövetsége, Műcsarnok, Budapest
- 1990 • Linóleummetszetek, Újpest Galéria, Budapest
- 1991 • Hatvanas évek. Új törekvések a magyar képzőművészetben, Magyar Nemzeti Galéria, Budapest • Hommage à El Greco, Szépművészeti Múzeum, Budapest
- 1992 • Nemzetközi Kisgrafikai Biennálé, Újpest Galéria, Budapest • Grafikai műtermek, Csók Galéria, Budapest
- 1994 • IX. Esztergomi Fotóbiennálé, Vármúzeum, Esztergom
- 1995 • Miskolci Galéria, Miskolc
- 1997 • Országos Színesnyomat Grafikai kiállítás, Művészetek Háza, Szekszárd • Kecskeméti litográfiák, Kecskeméti Képtár, Kecskemét
- 1998 • 200 éves a litográfia, Barcsay Terem, Budapest
- 2000 • ART 9., Ferencvárosi Pincegaléria, Budapest • Kisgrafika 2000, Vigadó Galéria, Budapest

## Művei közgyűjteményekben
- Kecskeméti Képtár, Kecskemét
- Magyar Nemzeti Galéria, Budapest
- Miskolci Galéria, Miskolc
- Grafikai Gyűjtemény, Madrid
- Külföldi Grafikai Gyűjtemény, Tokió
- Modern Grafikai Gyűjtemény, Catania (Olaszország)
- Szent István Király Múzeum, Székesfehérvár

## Illusztrált könyveiből[6]
- A kis Tarasz / Sz. Georgijevszkaja ; ford. Magos László ; ill. Pásztor Gábor. Budapest : Magvető, 1961. 322 p.
- Methodik des klassischen Tanzes / red. György Lőrinc ; ill. Gábor Pásztor. Berlin : Henschelverl, 1964. 722 p. (További kiadások 1978, 1985)
- A Zöld Pápa : [regény] / Miguel Ángel Asturias ; [ford. és utószó Sándor András] ; ill. Pásztor Gábor. [Budapest] : Európa, 1968. 409 p.
- A tenger törvénye : [regény] / Thakazhi S. Pillai ; ford. Philipp Berta ; ill. Pásztor Gábor. Budapest : Európa, 1969; Gyoma : Kner Nyomda. 222 p.
- Elbeszélések / Miguel Ángel Asturias ; ford. Csép Attila et al. ; ill. Pásztor Gábor. Budapest : Európa, 1972. 421 p.
- Don Segundo Sombra : regény / Ricardó Güiraldes ; ford. Szalay Sándor; utószó Scholz László ; ill. Pásztor Gábor. Budapest : Európa, 1974. 381 p
- Bors néni könyve / Nemes Nagy Ágnes ; Pásztor Gábor rajz. Budapest : Pesti Kalligram ; Pozsony : Kalligram, 2004. 55 p. : ill., színes ; 22x24 cm.

## Díjak, elismerések
- 1964, 1966: Stúdió-kiállítás díja;
- 1967: a bécsi Europahaus díja; a párizsi Fiatalok Biennáléja díja;
- 1968: Munkácsy Mihály-díj;
- 1969: V. Országos grafikai biennálé, Miskolc, nagydíj;
- 1977: a madridi Grafikai Biennále díja;
- 1986: érdemes művész;
- 1989: XV. Országos grafikai biennálé, Miskolc, nagydíj; Portrébiennálé, Hatvan, II. díj;
- 1991: a Csillag Alapítvány díja;
- 1992: Kisgrafika '92, Újpesti Galéria, nagydíj; XXXIII. Nyári Tárlat, Szeged, nagydíj;
- 1993: II. Nemzetközi Grafikai Biennálé, Győr, nagydíj;
- 1994: A Magyar Köztársasági Érdemrend tisztikeresztje;
- 41. Vásárhelyi Őszi Tárlat, Hódmezővásárhely, Tornyai-plakett; IX. Esztergomi Fotóbiennálé, a Pajta Galéria díja.
- 2002: Miskolci Nemzetközi Grafikai Biennálé, Életműdíj.